# Колеко телстар класик — модел
Coleco Telstar Classic - Model #6045 (Telstar Classic - Model #6045) је конзола за игру, производ фирме Coleco која је почела да се израђује у Сједињеним Америчким Државама током 1976. године.
Користила је GI AY-3-8500 као централни микропроцесор.

## Детаљни подаци
Детаљнији подаци о конзоли Telstar Classic - Model #6045 су дати у табели испод.
|                       |                                           |
| [ 1 ]                 |                                           |
| Произвођач            |                                           |
| Тип                   | играчка конзола                           |
| Меморија              |                                           |
| Поријекло             | Сједињене Америчке Државе                 |
| Година                | 1976                                      |
| Тастатура             | 2 уграђене палице за игру, On/Off, Reset  |
| Процесор              |                                           |
| Фреквенција процесора |                                           |
| RAM                   |                                           |
| ROM                   |                                           |
| Текст                 |                                           |
| Графика               | видео излаз ка антенском улазу телевизора |
| Боја                  | црно и бијело                             |
| Звук                  | уграђени мали звучник                     |
| Димензије             |                                           |
| Портови               |                                           |
| Оперативни систем     | непознато                                 |